# Unterflurmotor

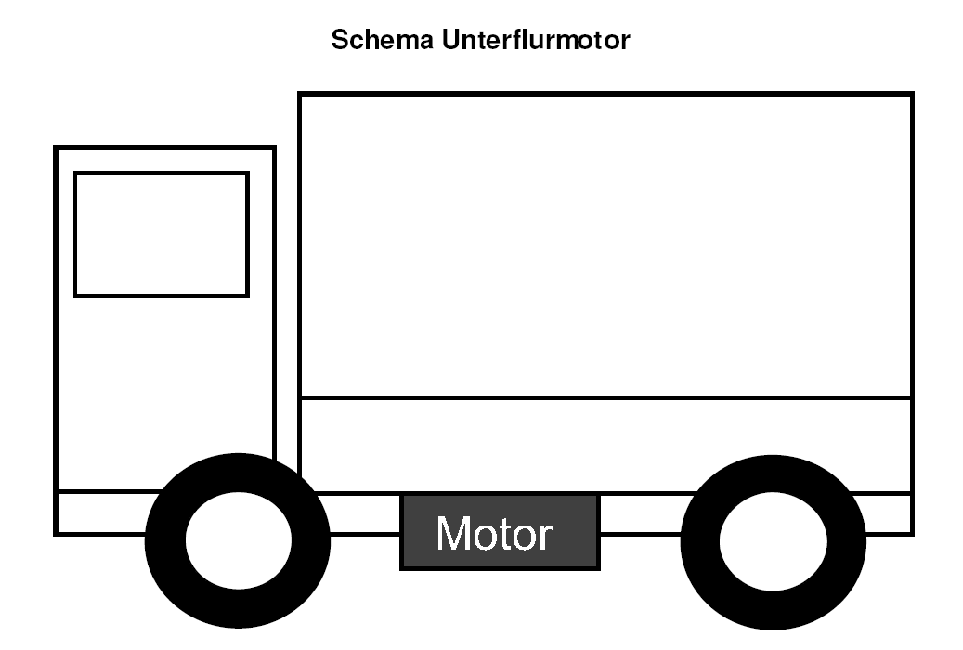
Schema Unterflurmotor (Lkw)

Als Unterflurmotor wird bei Kraftfahrzeugen und Triebwagen eine im Rahmen oder dem Wagenkasten liegende Anordnung des Motors bezeichnet (im Unterschied zum im Frontbereich stehend eingebauten Motor und zum Heckmotor). Entwickelt wurde der Unterflurmotor von dem Ingenieur Paul Arendt. Berühmt für seine Fahrzeuge mit Unterflurmotor war der Lastkraftwagen- und Bushersteller Büssing.

## Geschichte

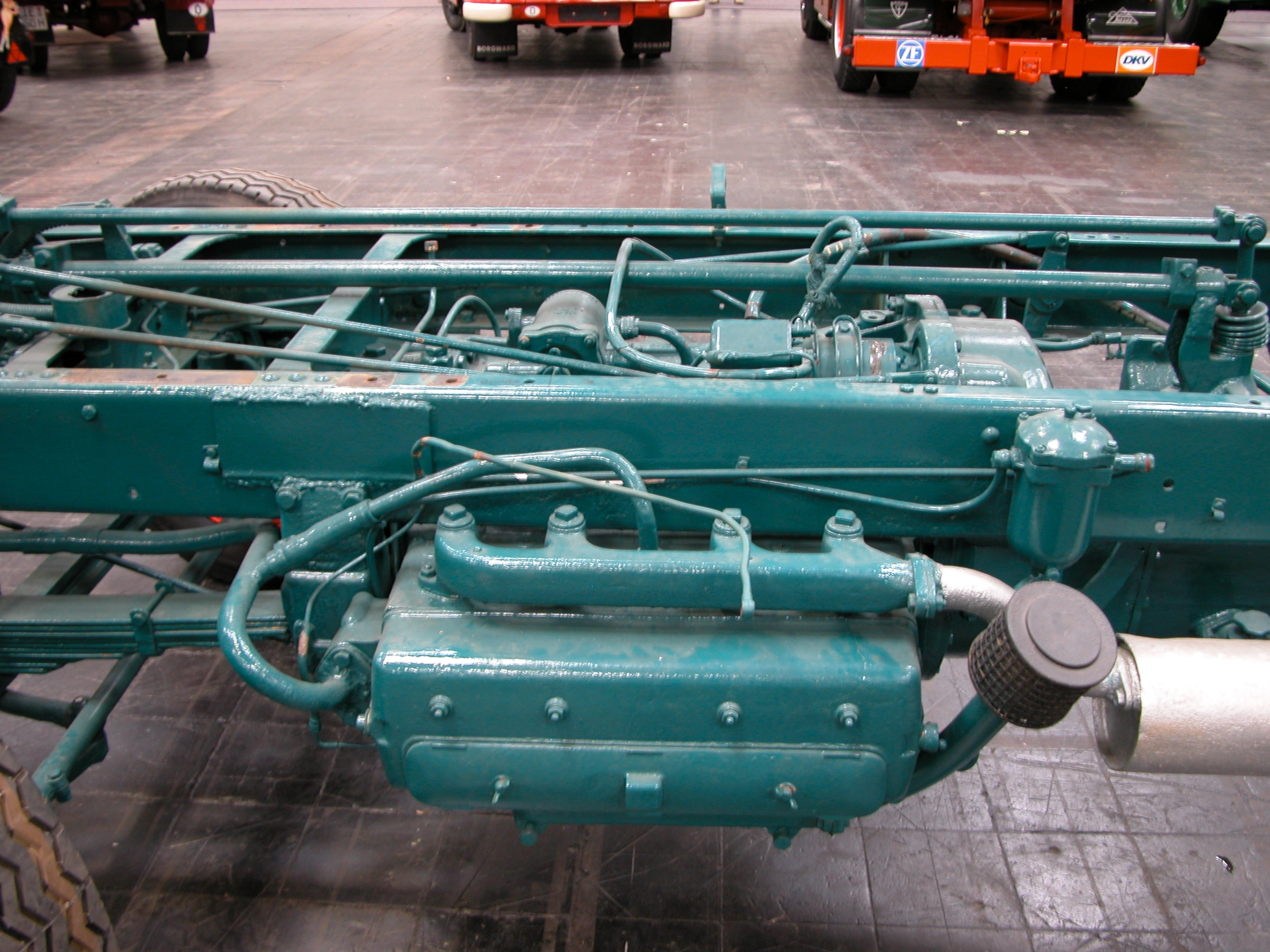
Erster Unterflurmotor in einem Hanomag-Fahrgestell

Der Entwickler des Unterflurmotors, Paul Arendt, war bis 1929 Oberingenieur bei Büssing. Für dieses Unternehmen entwickelte er (u. a. nach US-amerikanischem Fageol-Vorbild) den ersten Büssing-Bus ohne Motorhaube in Zusammenarbeit mit der Hannoverschen Waggonfabrik (HAWA). Der Motor dieses Busses, ein in der Mitte stehend angeordneter flüssigkeitsgekühlter Reihen-Sechszylinder-Ottomotor, ließ sich zur besseren Wartung seitlich ausschwenken.
Als Weiterentwicklung dieser Idee sah Arendt den Unterflurmotor, dessen Konzept jedoch bei Büssing zuerst noch keine Unterstützung fand. Er wechselte deshalb 1929 zu Hanomag, wo nach weiterer Entwicklung kurze Zeit später der erste Unterflurmotor der Welt in einem Hanomag-Fahrgestell vorgestellt werden konnte. Aber auch bei Hanomag wurden seine Ideen nicht weiter mitgetragen, sodass Arendt 1934 wieder zu Büssing zurückkehrte. Dort konnte er, nachdem Büssings Chefkonstrukteur Willy Staniewicz das Unterflurkonzept gegen stärkste Widerstände durchgesetzt hatte, in der Folgezeit die Konstruktion des Reihen-Sechszylinder-Unterflur-Dieselmotors vollenden.
Am 14. Dezember 1935 wurde der Unterflurmotor als Gebrauchsmuster und Reichspatent angemeldet und 1936 auf der Internationalen Automobil- und Motorrad-Ausstellung in Berlin in einem Lkw und einem Bus der Öffentlichkeit vorgestellt.

## Lkw mit Unterflurmotoren

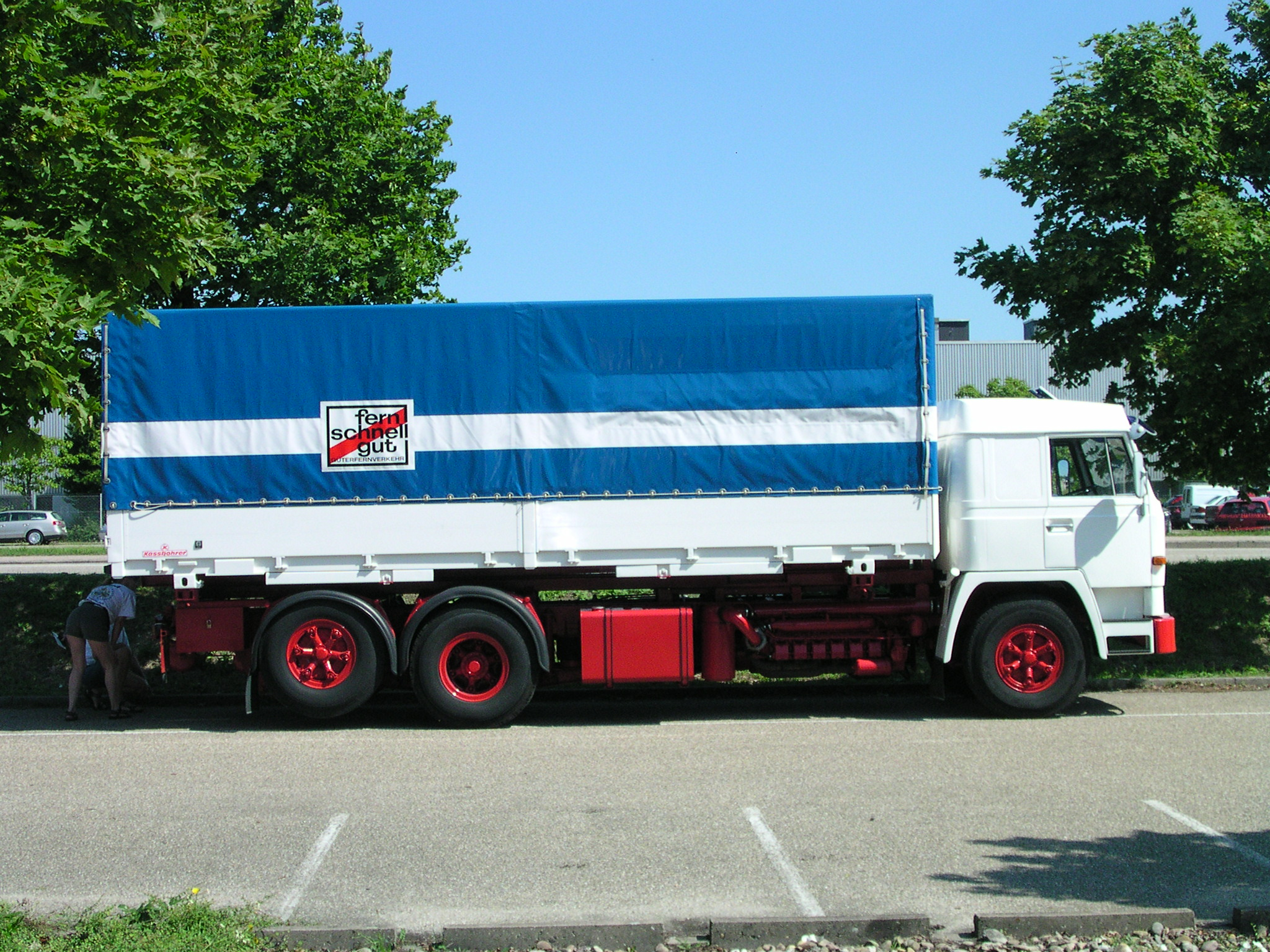
MAN-Büssing mit hinter der Vorderachse angeordnetem Unterflurmotor

Der Motor ist nicht vor oder unterhalb des Fahrerhauses, sondern dahinter, unter der Ladefläche und dem Fahrgestell, eingebaut.
Es gab zuletzt vom Hersteller MAN in der Baureihe F90 eine Sattelzugmaschine mit 420 PS Unterflurmotor in der Konfiguration 4x2 und 4x4.
MAN baute den F90 auch als 422 UXT und MAN F90 422 UXT 4x4.
Von MAN gab es einen Vergleich zwischen dem F90 UXT 4x2 und dem TGX. Dort wo der UXT 4x2 in einer Kiesgrube noch die Steigung hochgefahren ist, musste der TGX 4x4 schon den Hydraulischen Vorderachsantrieb HydroDrive zuschalten.

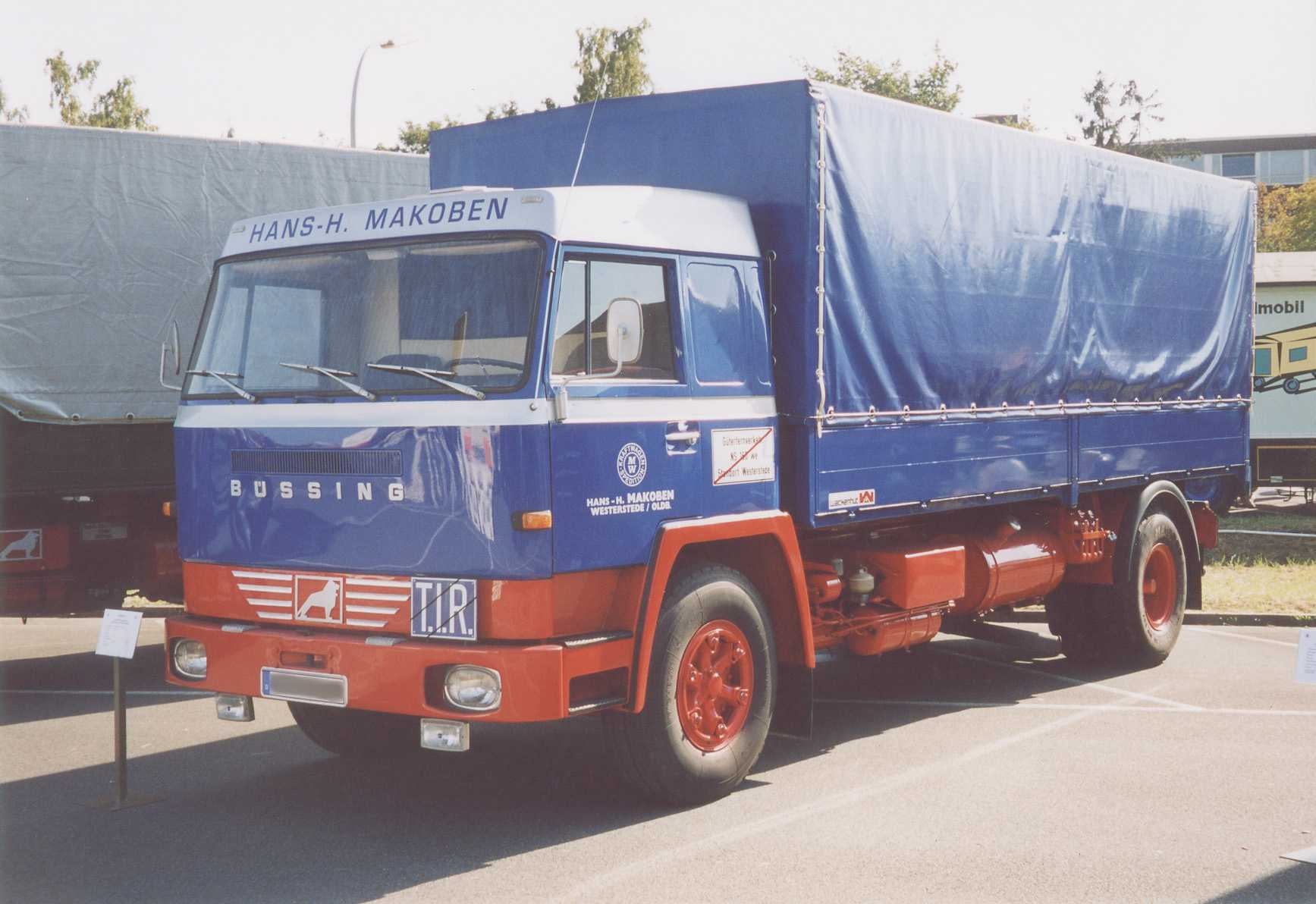
Büssing BS 16 mit Unterflurmotor
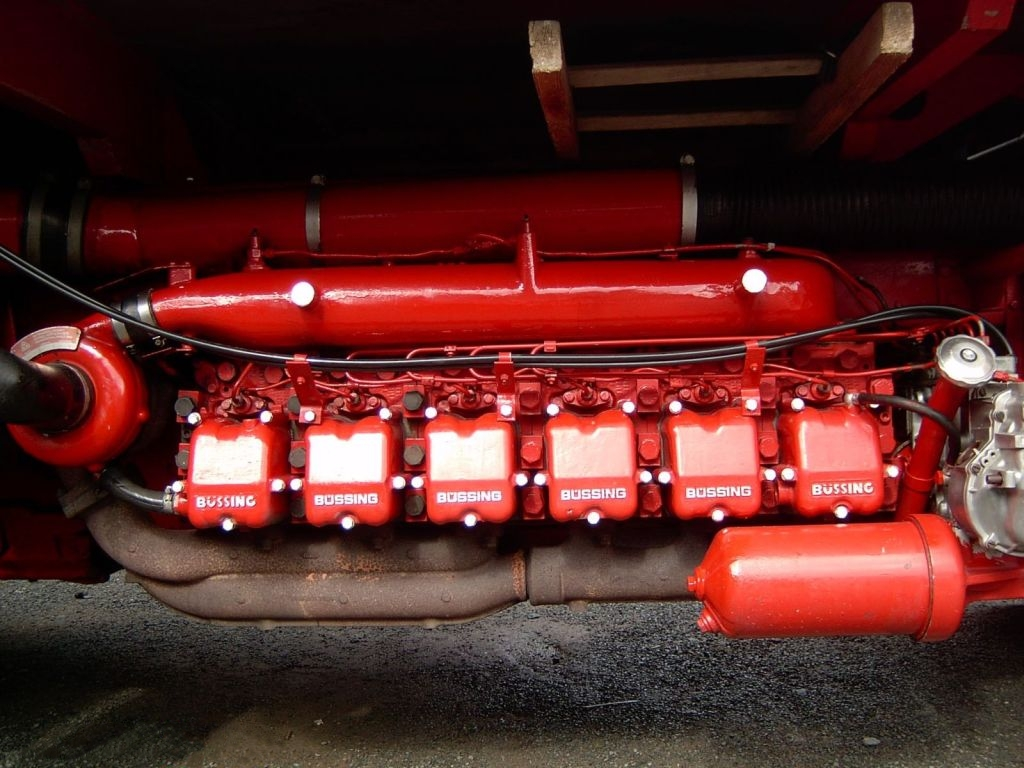
Unterflurmotor des Büssing BS 16
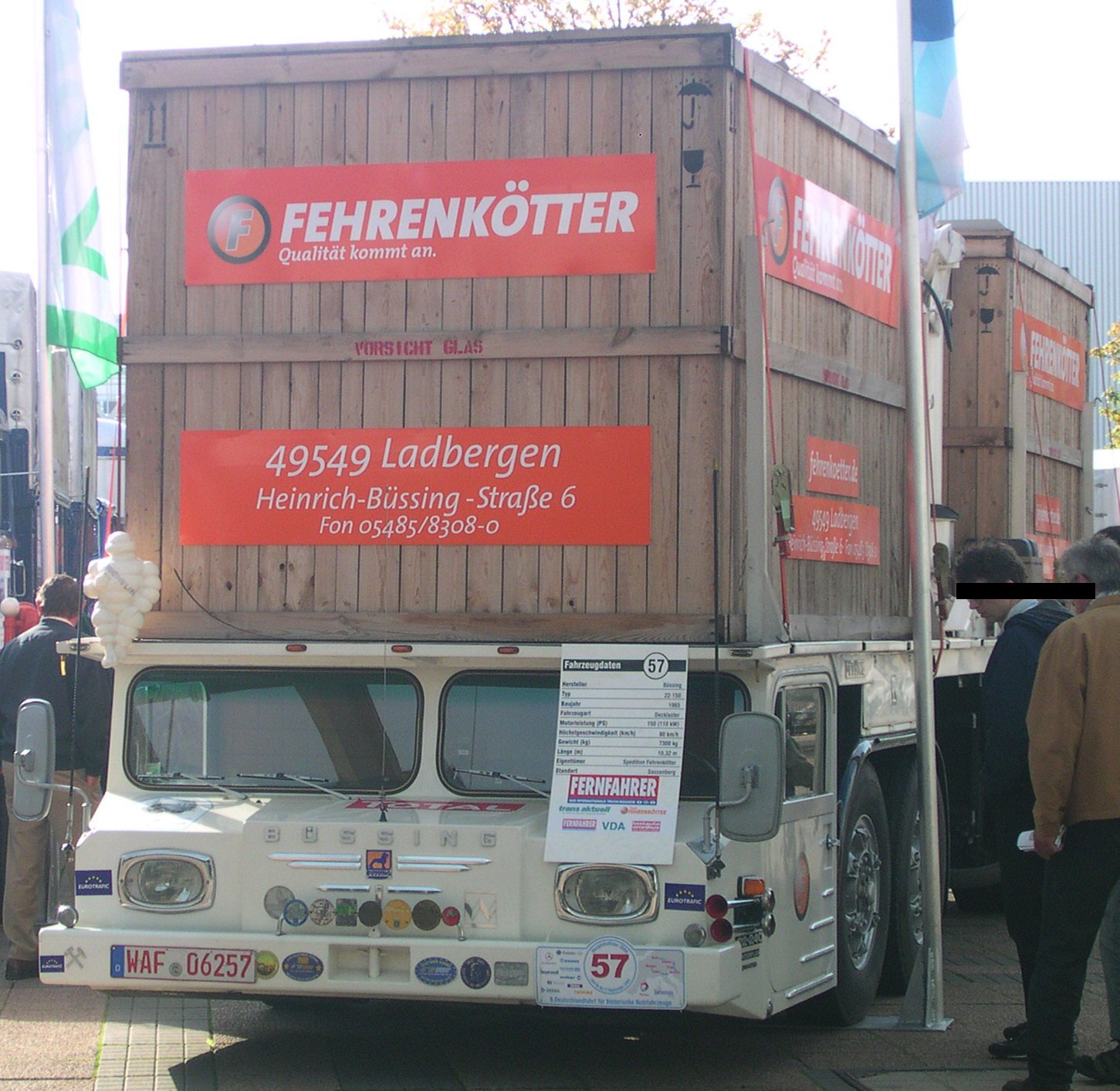
Büssing Supercargo Decklaster – diese Konstruktion wäre ohne Unterflurmotor undenkbar gewesen
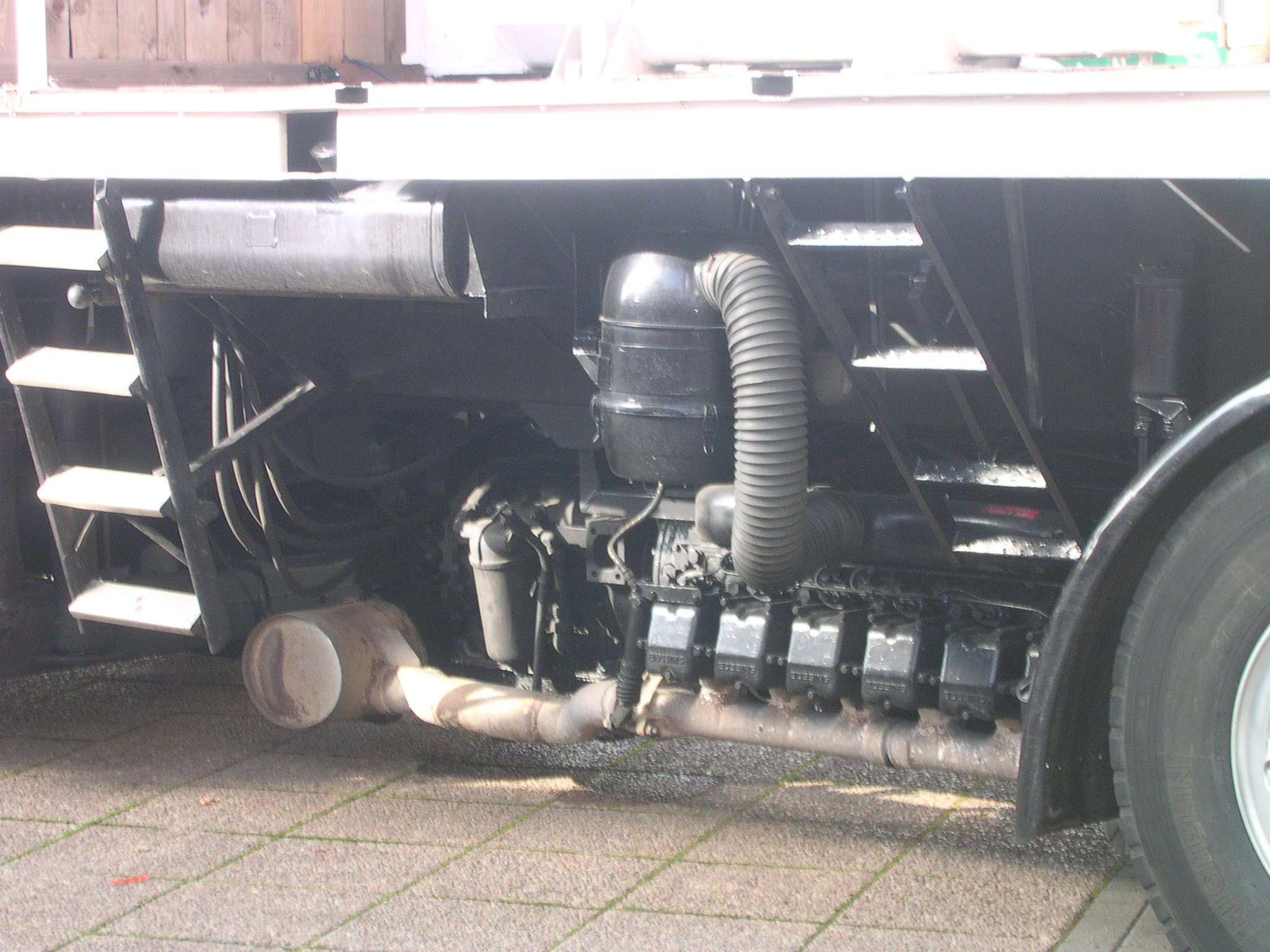
Unterflurmotor des Büssing Supercargo Decklasters

### Vorteile von Fahrzeugen mit Unterflurmotoren
- Die Fahrerhäuser können wesentlich flacher und geräumiger gestaltet werden und haben keine Wölbung im Boden, unter der sich der Motor befindet.
- Motorgeräusch, -geruch und -abwärme sind aus dem Innenraum verbannt.
- Der Motor ist für die Wartung sehr gut zugänglich.
- Der Schwerpunkt des Fahrzeugs wird gesenkt und damit eine bessere Straßenlage erzielt.
- Da die Motorgetriebeeinheit zwischen den Achsen liegt, verbessert sich das Fahrverhalten im Winter enorm.
- Die Antriebsräder werden stärker belastet.
- Ein LKW mit Unterflurmotor kann im Winter problemloser noch Steigungen befahren.

### Nachteile von Fahrzeugen mit Unterflurmotoren
- Die Konstruktion von Sattelzugmaschinen (auch Sattelschlepper genannt) ist schwierig, da diese recht kurz sind.
- Die Konstruktion von Baufahrzeugen ist schwierig, da diese eine große Bodenfreiheit benötigen, die durch den tiefliegenden Motor kaum zu erreichen ist.
- Die Konstruktion von Fahrzeugen mit Allradantrieb ist schwierig.
- Der Motor und die Nebenaggregate waren am Anfang vor den Witterungs- und Straßenverhältnissen ungeschützt, später wurde die Einheit gekapselt, was die LKW nochmal leiser gemacht hat.

Trotz der Vorteile konnten sich Lkw mit Unterflurmotor nicht dauerhaft durchsetzen. Nach der Übernahme von Büssing durch MAN wurden noch einige Jahre weiterhin Fahrzeuge dieser Bauart von MAN gefertigt, dann wurde die Produktion jedoch eingestellt.

## Busse mit Unterflurmotoren
Bei Bussen war der Bau von Fahrzeugen mit Unterflurmotoren wesentlich verbreiteter als bei Lkw, viele Hersteller, darunter Volvo und der Schweizer Hersteller FBW, fertigten derartige Fahrzeuge. Der Bau von Gelenkbussen war einfacher zu realisieren, da ohne größere Probleme die mittlere Achse angetrieben werden konnte.
Dennoch verfügen die meisten Busse heute über einen Heckmotor, der über eine große Klappe von hinten besser zugänglich ist. Dieser treibt bei Gelenkbussen die Hinterachse an („Schubgelenkbus“), eine Knickwinkelsteuerung reguliert das Gelenk.

## Unterflurmotoren im Eisenbahnwesen

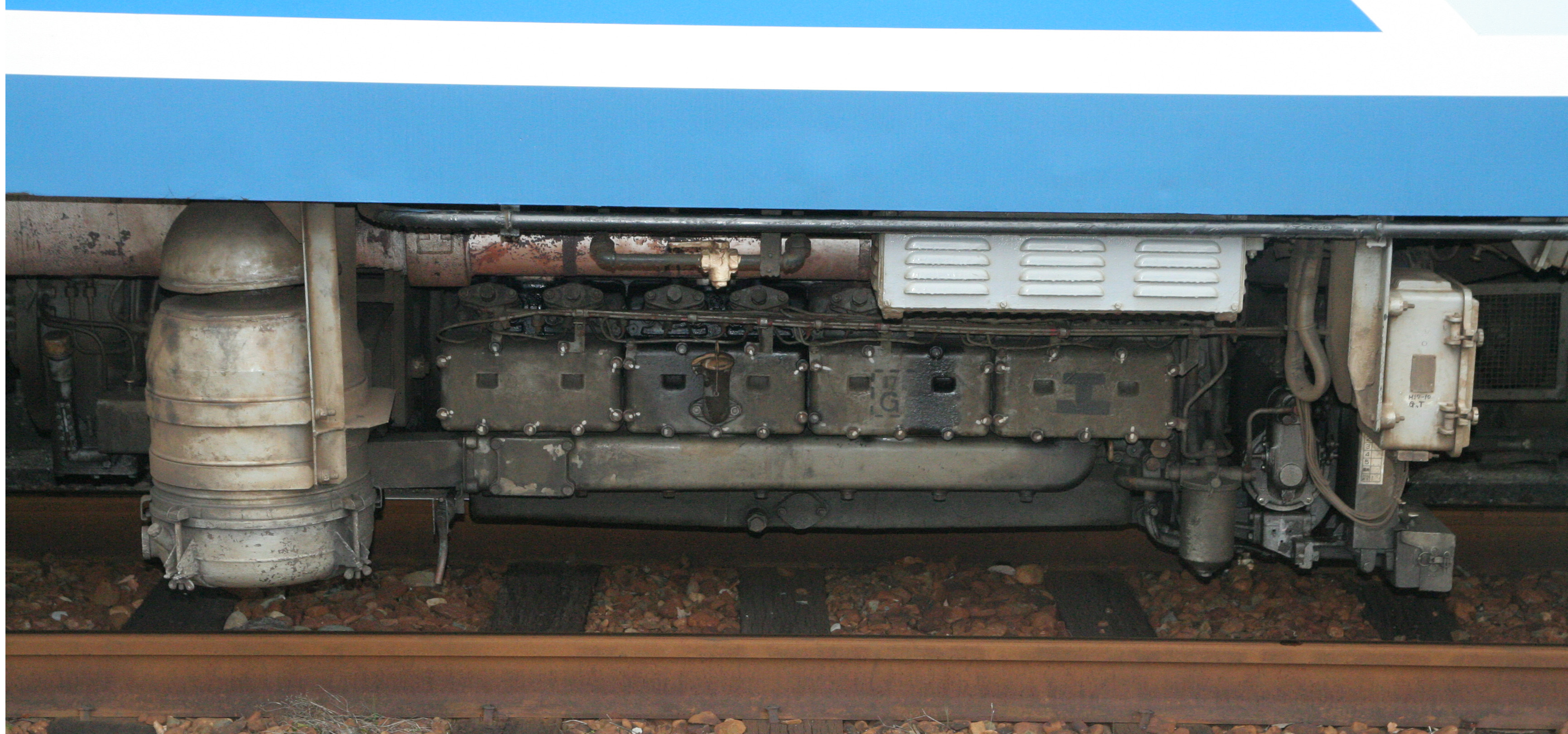
Unterflur-Motor eines Verbrennungstriebwagens Kiha 58 der Japanischen Staatsbahn (JNR)

Eine große Verbreitung erreichten Unterflurmotoren dagegen im Eisenbahnwesen. Durch den Einbau der kompletten Antriebsanlage unter dem Fahrzeugboden geht so bei Triebwagen kein Platz im Fahrgastraum verloren. Auch wird der Geräuschpegel im Fahrzeuginnenraum klein gehalten. Mit Unterflurmotoren der Firma Büssing waren z. B. sämtliche Schienenbusse der Deutschen Bundesbahn (DB) ausgestattet.--